# Hol (architektura)
Uzasadnienie: I jedno i drugie to "obszerny, reprezentacyjny przedpokój"

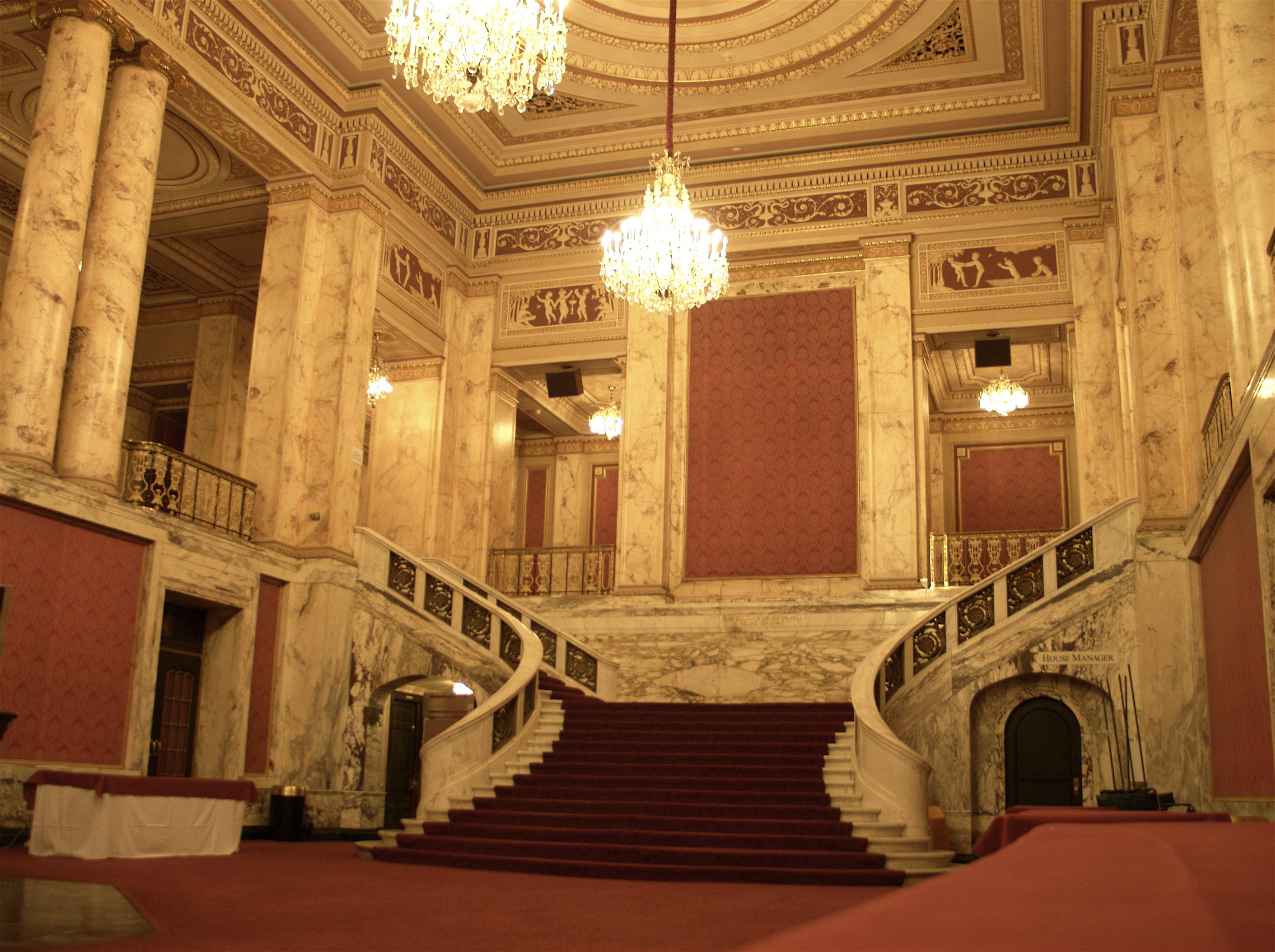
Hol w pałacu

Hol (ang. hall) – duży reprezentacyjny przedpokój, poczekalnia, sala w hotelach, restauracjach, kinach, teatrach, również w mieszkaniach, domach, willach. Centralny węzeł komunikacyjny w budynkach.
Hol jest pomieszczeniem łączącym funkcję komunikacyjną (łączy pomieszczenia o odrębnych funkcjach) z reprezentacyjną. Powinien posiadać kształt kwadratu lub prostokąta, rzadziej nieregularny. Często w centralnym punkcie pomieszczenia usytuowane są schody.
- hol zewnętrzny – pomieszczenie łączące pokoje z zewnętrzem – pomieszczenie z którego można wejść do pokoi, na korytarz lub na zewnątrz.
- hol wewnętrzny – pomieszczenie łączące pokoje, pomieszczenie z którego drzwi prowadzą tylko do pokoi.

## Galeria

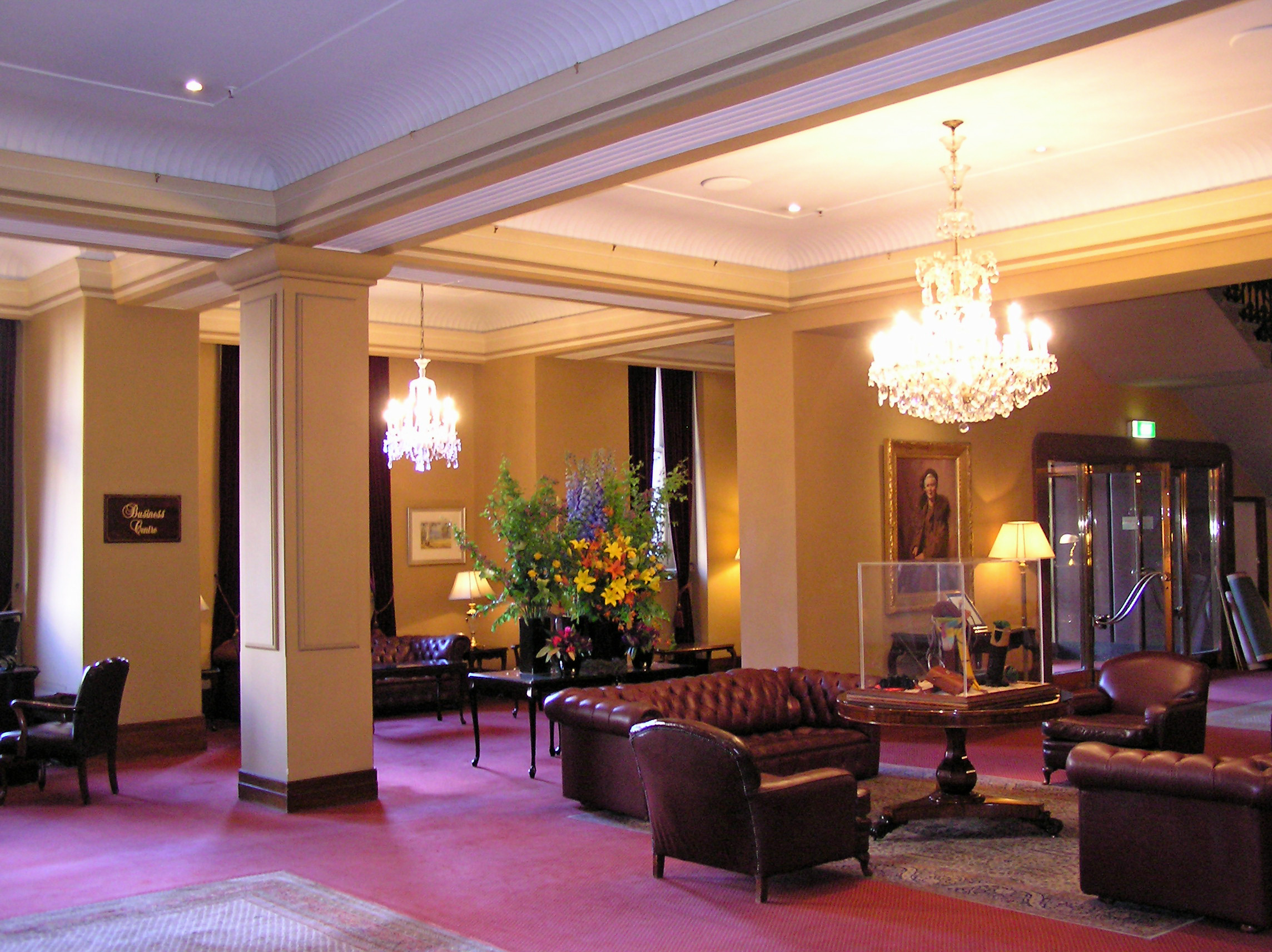
Hol w hotelu
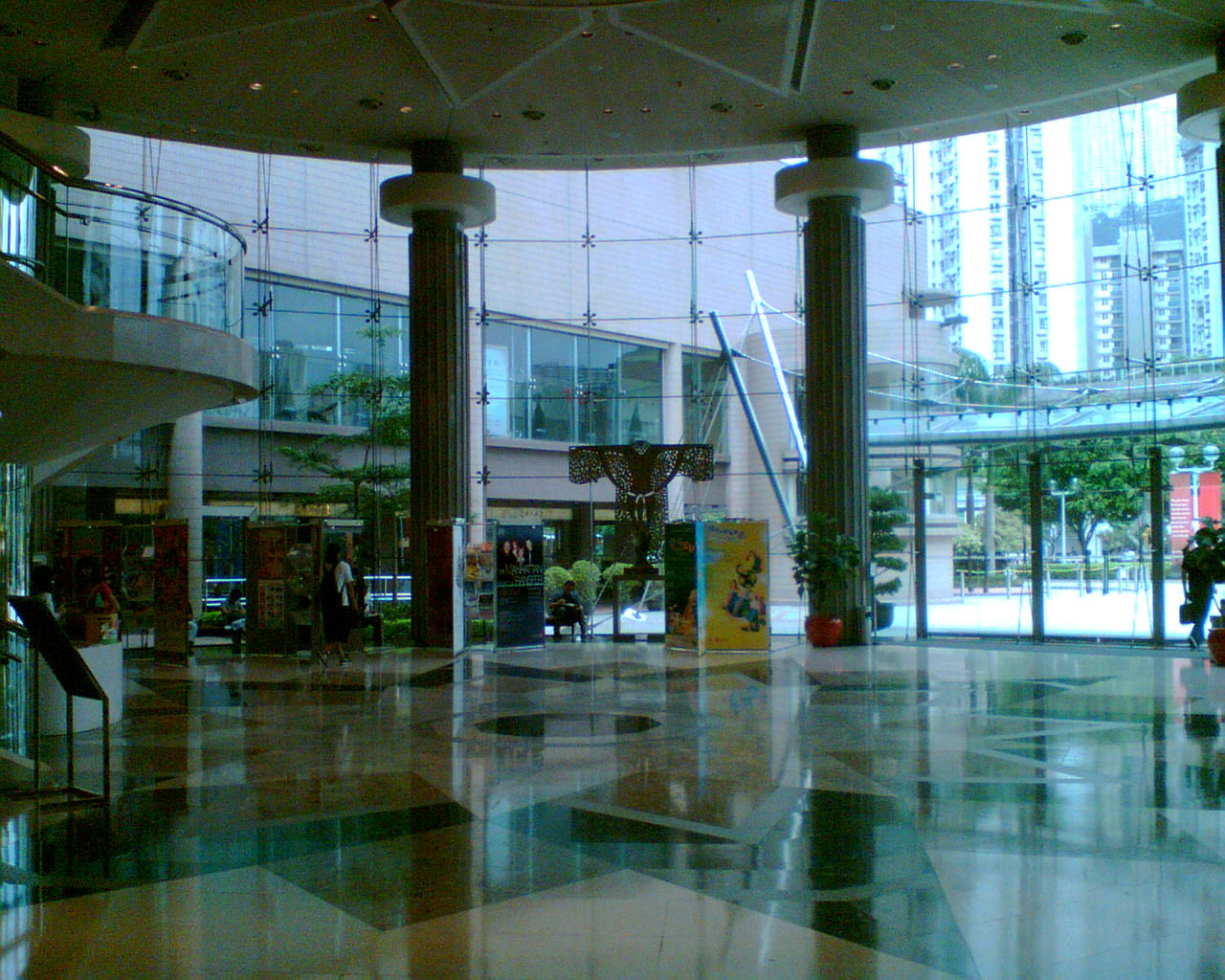
Hol w teatrze
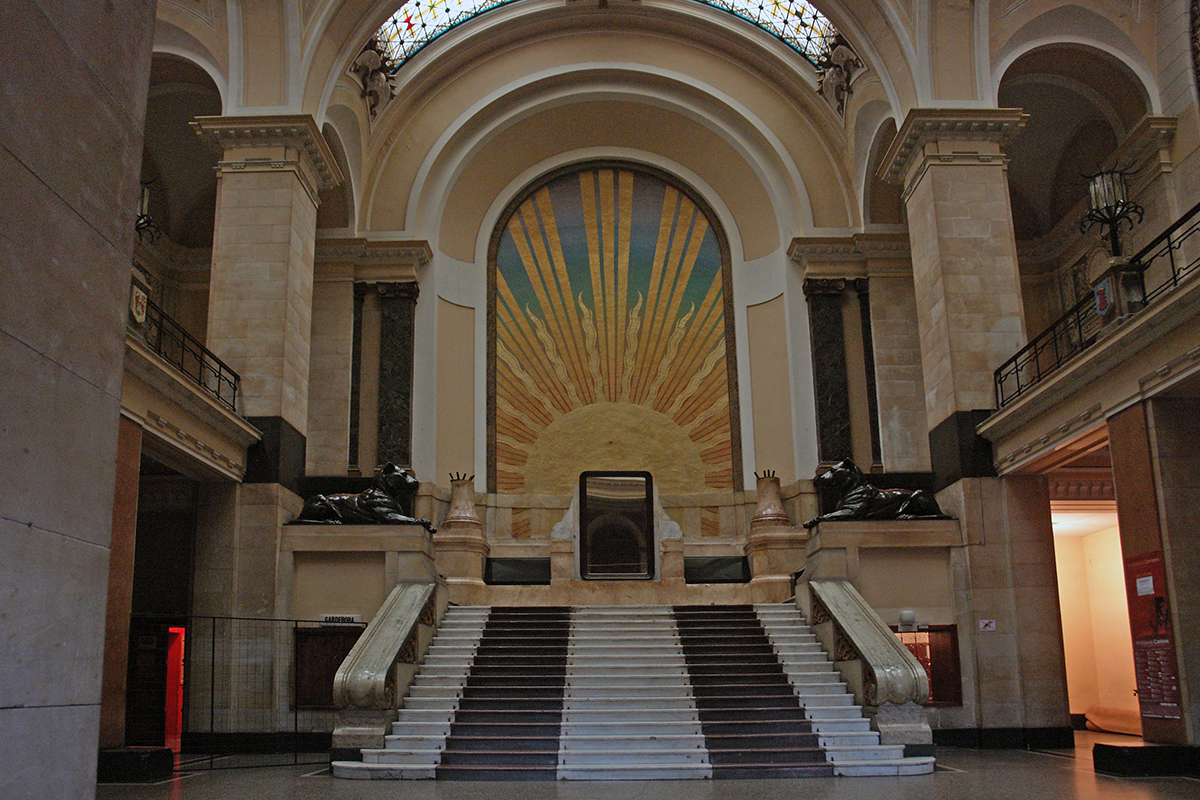
Hol w domu kultury
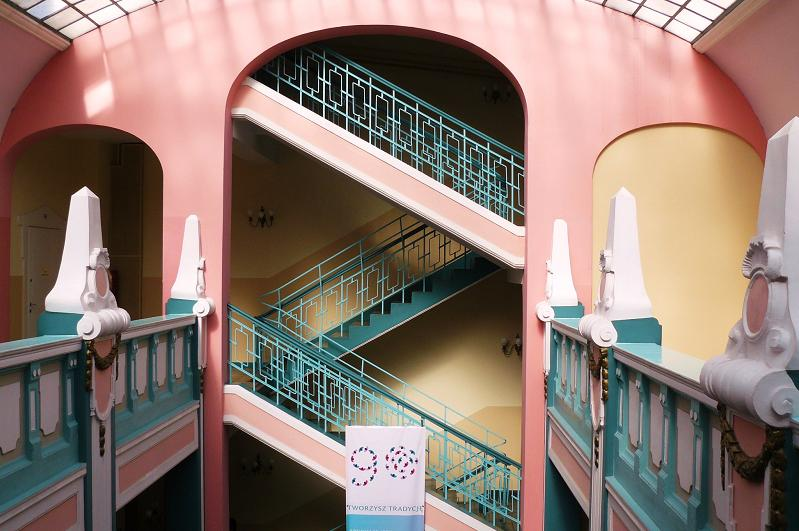
Hol w szkole